# Aschot Awagjan

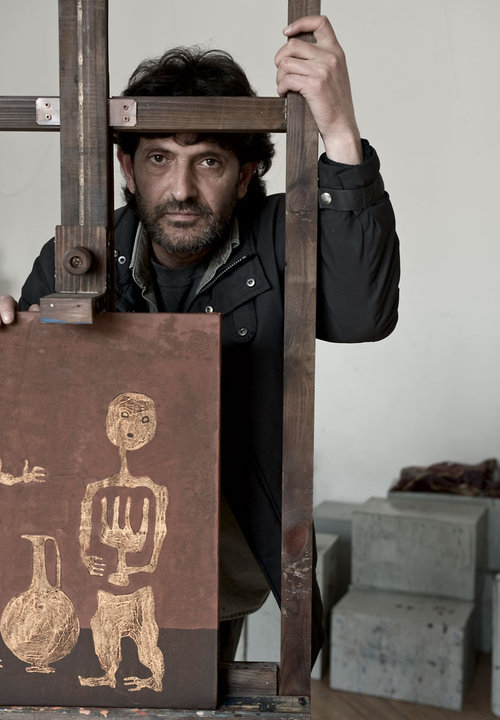
Aschot Awagjan in seinem Studio in Sissian

Aschot Awagjan (armenisch Աշոտ Ավագյան, englische Umschrift Ashot Avagyan; * 20. Mai 1958 in Sissian, Sjunik, Armenien) ist ein armenischer Maler und Aktionskünstler.

## Leben und Werk
Awagjan erhielt 1981 den Abschluss an der Staatlichen Hochschule für bildende Künste Panos Terlemesjan in Jerewan und unterrichtete anschließend Malerei an der Kinderkunstschule in Sissian. Unter Berücksichtigung des Erbes der verschiedenen kulturellen Regionen seiner Heimat sucht er ständig nach neuen Editionen der Weltanschauung. 1988 gab er die Malerei auf und kehrte 1997 wieder zur Kunst zurück. Seitdem organisiert er jedes Jahr Ausstellungen seiner Werke an den bronzezeitlichen Gräberfeldern in Armenien. Er glaubt, dass seine Arbeiten Experimente mit psychologischen und ideologischen Enthüllungen kultureller Felsmalereien und der Megalithzeit sind. Seit 1999 organisiert er Performances an den Kulturdenkmälern der Jungsteinzeit der Gegend von Sissian. 2002 inszenierte er sein eigenes Begräbnis so überzeugend, dass sogar Beileidstelegramme aus Jerewan eingingen. Seit 2010 betreut er das historische bronzezeitliche Gräberfeld Zorakarer in Sissian und arbeitete mit dem Astrophysiker Mihran Vardanyan an der Expedition „Stars & Stones 2010“ in Verbindung mit der Royal Geographical Society der Universität Oxford. Er ist Autor von zwei Videofilmen unter den Titeln Bravers’ Spirit (1997) und Ideal Fix (1998), der auf zwei internationalen Filmfestivals gezeigt wurde.

## One Man Shows
- 2000: „Die sieben Papiere von Demiurg“, Jerewan, Armenien
- 2004: „Magic Doppelkreis“, Gevorgyan Gallery, Jerewan, Armenien
- 2008: „Erinnerungen aus früheren Leben“, Gevorgyan Gallery, Jerewan, Armenien

## Ausstellungen (Auswahl)
- 2001: „Vier armenische Künstler“, Toronto, Kanada; Kopenhagen, Dänemark
- 2002: „Show der Avantgarde-Kunst“, Jerewan, Armenien
- 2003: „Transzendenten“, Albert und Tove Boyajyan Gallery, Jerewan, Armenien; Dublin, Irland; New York, USA; Montreal, Kanada
- 2004: 4. Gjumri Internationale Biennale, Gjumri, Armenien
- 2004: Art Expo „ART KAUKASU“, Tiflis, Georgien
- 2005: Art Expo „ART KAUKASUS“, Tiflis, Georgien
- 2006: „Die Farben Armeniens“, Sankt Petersburg, Russland
- 2006: „Treffen mit Saryan“, Nationalgalerie, Jerewan, Armenien
- 2007: „Colors of Armeni“, Aleppo, Syrien; Damaskus, Syrien
- 2007: „Vom Ararat Fuji“, Nationalgalerie, Jerewan, Armenien
- 2007: „Zeitgenössische Künstler aus Armenien“, Pasadena, USA
- 2007: „Armenische Landschaft in der zeitgenössischen Kunst“, Zürich, Schweiz
- 2008: 6. Gjumri Internationale Biennale, Gjumri, Armenien
- 2008: „Wiederherstellen von Wunden“, Spitak, Armenien; Wanadsor, Armenien
- 2008: „Generation Freiheit: Armeniens Neue Vanguard“, InterArt Gallery, New York, USA